# Vajda László (színművész)
Vajda László (Budapest, 1943. november 19. – Budapest, 1995. július 16.) Jászai Mari-díjas magyar színművész, érdemes művész.

## Életpályája
A Színház- és Filmművészeti Főiskola elvégzése után (1967) a szolnoki Szigligeti Színház társulatának tagja lett 3 évre (1967–1970), majd 2 évre a Miskolci Nemzeti Színházba került (1970–1972). 1972–1978 között a kaposvári Csiky Gergely Színház, majd 1978–1982 között a Nemzeti Színház foglalkoztatta. 1982-ben a Katona József Színház alapító tagja volt haláláig.
Haláláig számos emlékezetes alakításra kapott lehetőséget.
Fia: Vajda Milán színész, aki az egri Gárdonyi Géza Színház, 2011-től pedig az Örkény István Színház tagja.

## Színház szerepeiből
- Gorkij: Éjjeli menedékhely (Szatyin)
- Shakespeare: Vízkereszt, vagy amit akartok (Nemes Böffen Tóbiás); Hamlet (Polonius)
- Beckett: Godot-ra várva (Vladimir)
- Csehov: A manó (Fjodor Ivanovics); Három nővér (Kuligin); Platonov (Glagoljev)
- Bulgakov: Menekülés (Csarnota); Kutyaszív (Professzor)
- Harold Pinter: Afféle Alaszka (Hornby)
- Dosztojevszkij-Forgách András (Költő)
- Spiró György: Csirkefej (Apa)
- Corneille: L'Illusion Comique (Fridamant)
- Gogol: A revizor (Járásbíró)
- Goldoni: Új lakás (Cristofolo)
- Kundera: Jakab meg a gazdája (Öreg Cenk)
- Brian Freiel: Pogánytánc (Jack)

## Filmjei

### Játékfilmek
- Egy kis hely a nap alatt (1973) – Ózdi kohász
- A járvány (1975) (1976-ban mutatták be) – Szenci János
- A kétfenekű dob (1977) – Czakó, kultúrház-igazgató
- Vasárnapi szülők (1979)
- A svéd, akinek nyoma veszett (1980) – Tréner
- Boldog születésnapot, Marilyn! (1980) – János
- A transzport (1981) – Patikus
- Optimisták 1-5. (1981)
- Ripacsok (1981) – Egy kövér fiatalember
- Hatásvadászok (1982) – Bakács Gyuszi
- Sértés (1982) – A fiatalember
- Talpra, Győző! (1982) – Gábor, az apa
- Délibábok országa (1983) – Tisztviselő II.
- Hanyatt-homlok (1983) – Ügyvéd I.
- Házasság szabadnappal (1983) – Doktor
- Egy kicsit én, egy kicsit te (1984) – Steiner apuka
- A zenélő golyóbisok (1985; rövid játékfilm)
- Eszterlánc (1985) – Doktor Teofil
- Képvadászok (1985) – Tűzoltó százados
- Városbújócska (1985) – Apó
- Akli Miklós (1986) – Grobe
- Banánhéjkeringő (1986) – Pszichiáter
- Érzékeny búcsú a fejedelemtől (1986) – Schultetus doktor
- Hajnali háztetők (1986)
- Titánia, Titánia, avagy a dublőrök éjszakája 1-2. (1988)
- Az új földesúr (1988) – Pajtay színigazgató
- Ismeretlen ismerős (1988) – Áruházi ellenőr
- Tutajosok 1-2. (1989)
- Sztálin menyasszonya (1990) – Szávuskin, rendőr
- És mégis… (1991) – Laci
- Anna filmje (1992) – Feri bácsi
- Sose halunk meg (1992) – Csocsó
- A pártütők (1994)

### Tévéfilmek, televíziós sorozatok
- Társak nélkül (1965) – Gépész
- Máglyák Firenzében (1967)
- Bors I. (1968) – Tábori dolgozó
- Levelek Margitnak (1968)
- Halálnak halála (1969)
- Holnap reggel (1969) – Békássy főhadnagy
- Egy ember és a többiek (1973) – Beliczán
- Egy értekezlet jegyzőkönyve (1975)
- Hosszú utazás (Il lungo viaggio) (1975)
- Optimista tragédia (1976) – Fedélzetmester
- Zenés TV Színház: Szép Galathea (1976) – Ganymedes, szolga
- Az oltári szentség hintaja (1977) – Alkirály
- Az ész bajjal jár (1977) – Famuszov
- Boldogság (1977)
- Bolondok bálja (1977) – Rátóti bíró
- A három jószívű rabló (1979) – Basztián rendőrbiztos
- Anyám könnyű álmot ígér (1979)
- Az ezernevű lány (1979) – Százéves ember
- Egy hónap falun (1979)
- Pénzt Marijának (1979)
- A Mi Ügyünk, avagy az utolsó hazai maffia hiteles története (1980)[5]
- A filozófus (1981)
- Ajándékot Télapónak (1982)
- Fazekak (1982)
- Három szabólegények (1982) – Pamut
- Liszt Ferenc (1982) – Erkel
- Pesti emberek (1982) – András
- A rágalom iskolája (1983) – Sir Harry Bumper
- A tizenharmadik elnök (1983)
- Francia négyes (1983)
- Mint oldott kéve 1-7. (1983) – Bangya
- Rohamsisakos Madonna (1983) – A szobrász
- Viaszfigurák (1983)
- A hallgatag hölgy (1984) – Hawd
- Élő holttest (1984)
- Hattyúnyak, kebel, dob és cintányér (1984)
- Hivatalnok urak (1984) – Ulrich
- Rafinált bűnösök (1984)[6] – Rendőr
- A tanítónő (1985)
- Farkasok és bárányok (1985)[7]
- Míg új a szerelem (1985) – Kenderi
- A falu jegyzője 1-4. (1986) – Kislaki
- A fekete kolostor (1986) – Idegenlégiós
- Börtönkarrier (1986)
- Koldus Napóleon (1986) – A rokkant
- Zenés TV Színház: Primadonna (1986)
- Zojka szalonja (1986)
- A pacsirta (1987) – Beaudricourt
- A verseny (1987)
- Az én nevem Jimmy (1987) – Béla
- Bujdosó András számonkérése (1987)
- A nagy varázslat (1988) – Felügyelő
- Malom a Séden (1988) – Géza
- A revizor (1989) – Járásbíró
- Audiencia (1989)
- Családi kör (1990-1994)
- Protokoll (1990; rövid tévéfilm)
- Sivatagi nemzedék (1991)
- Rizikó (1993)
- Kisváros 17-20. (1994) – Szacsi bácsi
- Patika (1994) – Almás úr
- A körtvélyesi csíny (1995) – Köntösy, pékmester
- Erdélyi dekameron (1995) – Abáthy Árvéd
- Szappanbuborék (1995)

### Animációs filmek
- Süsü, a sárkány kalandjai (1980-1984; bábfilmsorozat) – Petrence király (2 részben) (hang)
- Pom Pom meséi II. (1981) – Óriásmadár fióka (hang)
- Hófehér (1983) – Kovács; Kedd (hang)
- Gyurmatek 1-7. (1984-1986; gyurmafilmsorozat) – Gombóc, a dagadt (hang)
- Éljen Szervác! (1986) – Cápa (hang)
- Kíváncsi Fáncsi II. (1989) – Fóka Félix (hang)

## Szinkronszerepei

### Filmek
| Év   | Cím                                                                      | Szereplő                                     | Színész                  | Szinkron év |
| ---- | ------------------------------------------------------------------------ | -------------------------------------------- | ------------------------ | ----------- |
| 1933 | A revizor                                                                | Fogadós                                      | Frantisek Cerný          | 1983        |
| 1935 | 39 lépcsőfok                                                             | Jordan professzor                            | Godfrey Tearle           | 1992        |
| 1939 | Ninocska                                                                 | Iranoff elvtárs                              | Sig Ruman                | 1991        |
| 1940 | Boszorkánykonyha                                                         | N/A                                          | N/A                      | 1984        |
| 1940 | Érik a gyümölcs                                                          | Munkaadó                                     | N/A                      | 1980        |
| 1940 | Santa Fé ösvény (1. magyar szinkron)                                     | Tex Bell                                     | Alan Hale                | 1992        |
| 1942 | Lenni vagy nem lenni (2. magyar szinkron)                                | N/A                                          | N/A                      | 1979        |
| 1943 | Megszállottság (1. magyar szinkron)                                      | N/A                                          | N/A                      | 1983        |
| 1946 | A Dél dala – Rémusz bácsi meséi                                          | Rémusz bácsi                                 | James Baskett            | 1993        |
| 1949 | Kolumbusz Kristóf                                                        | Francisco de Bobadilla                       | Francis L. Sullivan      | 1992        |
| 1950 | Pánik az utcán                                                           | Raymond Fitch                                | Zero Mostel              | 1980        |
| 1952 | Nagy fák                                                                 | Walter „Yukon” Burns                         | Edgar Buchanan           | 1994        |
| 1954 | A bátor herceg                                                           | N/A                                          | N/A                      | 1982        |
| 1955 | Sissi 1.: Sissi, a magyarok királynéja                                   | Miksa herceg                                 | Gustav Knuth             | 1991        |
| 1956 | A tévedés áldozata (1. magyar szinkron)                                  | Bowers nyomozó                               | Harold J. Stone          | 1982        |
| 1956 | Robinson nem halhat meg                                                  | N/A                                          | N/A                      | 1995        |
| 1956 | Sissi 2.: Sissi, az ifjú császárné                                       | Miksa herceg                                 | Gustav Knuth             | 1991        |
| 1957 | Sissi 3.: Sissi – Sorsdöntő évek                                         | Miksa herceg                                 | Gustav Knuth             | 1991        |
| 1958 | A férfi is tolvaj, a nő is tolvaj                                        | N/A                                          | N/A                      | 1980        |
| 1959 | Utolsó vonat Gun Hillből (1. magyar szinkron)                            | Csapos a fogadóban                           | Val Avery                | 1990        |
| 1961 | Egy nehéz élet (2. magyar szinkron)                                      | Cafferoni márki                              | Daniele Vargas           | 1992        |
| 1962 | Mr. Hobbs szabadságra megy (2. magyar szinkron)                          | Mr. Saltonstall                              | N/A                      | 1985        |
| 1962 | Rettegés foka                                                            | Dave Grafton ügyvéd                          | Jack Kruschen            | 1995        |
| 1963 | Adrian Messenger listája                                                 | N/A                                          | N/A                      | 1995        |
| 1964 | A Mississippi fekete angyala (1. magyar szinkron)                        | N/A                                          | N/A                      | 1989        |
| 1966 | A hét mesterlövész visszatér (1. magyar szinkron)                        | Börtönőr                                     | Carlos Casaravilla       | 1982        |
| 1966 | Üldözők                                                                  | N/A                                          | N/A                      | 1983        |
| 1966 | El Dorado                                                                | J.P. Harrah seriff                           | Robert Mitchum           | 1991        |
| 1966 | Főnök inkognitóban                                                       | A tábornok                                   | Juan Ramírez             | 1981        |
| 1967 | A makrancos hölgy (1. magyar szinkron)                                   | Petruchio                                    | Richard Burton           | 1981        |
| 1967 | Bilincs és mosoly                                                        | Bivaly                                       | George Kennedy           | 1981        |
| 1967 | Jericho kegyetlen éjszakája                                              | N/A                                          | N/A                      | 1995        |
| 1967 | Mit kezdjek a millióimmal?                                               | Safranek                                     | Rudolf Hrušínský         | 1983        |
| 1967 | Rita, a vadnyugat réme (1. magyar szinkron)                              | Francis Fitzgerald Grawz                     | Lucio Dalla              | 1990        |
| 1968 | A nagy várakozások                                                       | Joe Gargery                                  | Paul Le Person           | 1982        |
| 1968 | Bosszú El Pasóban (1. magyar szinkron)                                   | Hutch Bessy                                  | Bud Spencer              | 1991        |
| 1968 | Egyiket a másik után                                                     | N/A                                          | N/A                      | 1985        |
| 1968 | Hurrá, van seriffünk! (1. magyar szinkron)                               | N/A                                          | N/A                      | 1984        |
| 1968 | Imádkozz a halálodért!                                                   | Jose Manuel Mendoza                          | Fernando Sancho          | 1994        |
| 1968 | Magányos vadász a szív                                                   | Spirmonedes                                  | Peter Mamakos            | 1990        |
| 1968 | Volt egyszer egy Vadnyugat (1. magyar szinkron)                          | Wobbles                                      | Marco Zuanelli           | 1982        |
| 1969 | A hatalom ára                                                            | Dr. Strips                                   | José Calvo               | 1989        |
| 1970 | Öt könnyű darab (2. magyar szinkron)                                     | ?                                            | ?                        | 1979        |
| 1970 | Rio Lobo (2. magyar szinkron)                                            | Dr. Ivor Jones, Rio Lobo-i fogász            | David Huddleston         | 1993        |
| 1970 | Robin Hood, a tüzes íjász (1. magyar szinkron)                           | Oroszlánszívű Richárd                        | Lars Bloch               | 1989        |
| 1971 | Ágygömb és seprűnyél                                                     | Oroszlánkirály (hang)                        | Lennie Weinrib           | 1992        |
| 1971 | Mária, a skótok királynője (2. magyar szinkron)                          | Morton                                       | Bruce Purchase           | 1979        |
| 1971 | Minden lében két kanál – 18. rész: Leányszöktetés (1. magyar szinkron)   | Zorakin                                      | George Murcell           | 1984        |
| 1971 | Olajkeresők                                                              | N/A                                          | N/A                      | 1981        |
| 1971 | Száguldás a semmibe                                                      | Super Soul hangmérnöke                       | John Amos                | 1980        |
| 1971 | Vörös nap (1. magyar szinkron)                                           | Pogo                                         | Ricardo Palacios         | 1986        |
| 1972 | A vadon szava                                                            | N/A                                          | N/A                      | 1983        |
| 1972 | Amit tudni akarsz a szexről… (1. magyar szinkron)                        | Boszorkánymester                             | Geoffrey Holder          | 1984        |
| 1972 | Az ötös számú vágóhíd (1. magyar szinkron)                               | Edgar Derby                                  | Eugene Roche             | 1979        |
| 1972 | Élet vagy halál                                                          | Ward őrnagy                                  | Telly Savalas            | 1993        |
| 1972 | Gyilkos túra (1. magyar szinkron)                                        | Bobby                                        | Ned Beatty               | 1992        |
| 1972 | Közelharc férfiak és nők között                                          | Dr. Harris                                   | Severn Darden            | 1983        |
| 1972 | San Francisco utcáin – I/10. rész: Sáskajárás (1. magyar szinkron)       | Albert „Al” Ferguson                         | Michael Ansara           | 1991        |
| 1972 | Vigyázat, vadnyugat! (1. magyar szinkron)                                | Jeremiás                                     | John Bartha              | 1984        |
| 1973 | A sakkozó tolvaj                                                         | Deams                                        | Ned Beatty               | 1983        |
| 1973 | Az ötödik támadás                                                        | N/A                                          | N/A                      | 1984        |
| 1973 | Giordano Bruno                                                           | Arsenalotto, a dokkmunkás                    | Giuseppe Maffioli        | 1989        |
| 1973 | Hazatérés                                                                | Joey                                         | Terence Rigby            | 1984        |
| 1973 | Kojak és a Marcus – Nelson gyilkosságok (2. magyar szinkron)             | Jack Deems                                   | George Savalas           | 1993        |
| 1974 | A kicsi kocsi újra száguld (1. magyar szinkron)                          | Barnsdorf                                    | Don Pedro Colley         | 1984        |
| 1974 | Az ifjú Frankenstein                                                     | Kemp felügyelő                               | Kenneth Mars             | 1994        |
| 1974 | Két legyet egy csapásra                                                  | Len                                          | Paul L. Smith            | 1990        |
| 1974 | Mózes, a törvényhozó (mozifilm változat)                                 | Jethro                                       | Shmuel Rodensky          | 1988        |
| 1974 | Tükör                                                                    | Szakállas orvos                              | Alekszandr Misarin       | 1982        |
| 1975 | Kojak – III/21. rész: Hamis vád (2. magyar szinkron)                     | Stavros nyomozó                              | George Savalas           | 1994        |
| 1975 | Különös férfi                                                            | Belinszkoj                                   | Vlado Müller             | 1981        |
| 1975 | Szöktetés (2. magyar szinkron)                                           | Spencer                                      | Roy Jenson               | 1984        |
| 1976 | A farmeres zsaru                                                         | N/A                                          | N/A                      | 1991        |
| 1976 | Az elnök emberei (1. magyar szinkron)                                    | N/A                                          | N/A                      | 1984        |
| 1976 | Falusi szerelem                                                          | Hans Huber                                   | Hans Brenner             | 1979        |
| 1976 | Flor asszony és két férje (1. magyar szinkron)                           | Venâncio, pap                                | Francisco Santos         | 1982        |
| 1976 | Mario és a varázsló                                                      | Főúr #2                                      | N/A                      | 1979        |
| 1976 | Muppet Show – I/16. rész: Avery Schreiber                                | Avery Schreiber                              | Avery Schreiber          | 1979        |
| 1976 | Rózsaszín párduc 4.: A rózsaszín párduc újra lecsap (1. magyar szinkron) | Henry Kissinger államtitkár                  | Byron Kane               | 1989        |
| 1976 | Zsarolás egy svájci bankban                                              | N/A                                          | N/A                      | 1988        |
| 1977 | A császár vidéken                                                        | Hans Huber                                   | Hans Brenner             | 1982        |
| 1977 | A csipkeverőnő                                                           | Rajzművész                                   | Michel de Ré             | 1986        |
| 1977 | A gyilkos bálna                                                          | Pap                                          | Wayne Heffley            | 1993        |
| 1977 | A híd túl messze van (1. magyar szinkron)                                | Maxwell Taylor tábornok                      | Paul Maxwell             | 1986        |
| 1977 | A holnap sosem jön el                                                    | Burke                                        | Raymond Burr             | 1992        |
| 1977 | A siker titka                                                            | Anna férje                                   | Edd Stavjanik            | 1981        |
| 1977 | Alpensaga – 2. rész: A császár vidéken                                   | Hans Huber                                   | Hans Brenner             | 1982        |
| 1977 | Az ész bajjal jár                                                        | Szkalozub                                    | Roman Filippov           | 1986        |
| 1977 | Henschel fuvaros                                                         | Henschel                                     | Wolfgang Reichmann       | 1983        |
| 1977 | Párbajhősök                                                              | Fouche                                       | Albert Finney            | 1992        |
| 1977 | Szolgák és más urak                                                      | N/A                                          | N/A                      | 1981        |
| 1978 | A kétfenekű dob                                                          | Czakó, kultúrházigazgató                     | Rudolf Hrušínský         | 1978        |
| 1978 | A pénzszállítók                                                          | Dick Martin                                  | Ed Devereaux             | 1984        |
| 1978 | Acél-cowboy                                                              | Charlie                                      | Rip Torn                 | 1991        |
| 1978 | Éjféli expressz (1. magyar szinkron)                                     | Yesil, Billy ügyvédje                        | Franco Diogene           | 1993        |
| 1978 | Halál Canaanban                                                          | Barney Parsons                               | Brian Dennehy            | 1983        |
| 1978 | Nápolyi krimi                                                            | Gregorio Sella                               | Franco Iavarone          | 1985        |
| 1978 | Parókás férfi libériában                                                 | Fritz                                        | Dieter Franke            | 1982        |
| 1978 | Tetthely – 85. rész: A zürichi ügylet                                    | Dieter Ströss                                | Heinz-Werner Kraehkamp   | 1980        |
| 1979 | A herceg és a csillaglány                                                | N/A                                          | N/A                      | 1981        |
| 1979 | A repülő láda meséi                                                      | N/A                                          | N/A                      | 1984        |
| 1979 | A tenger asszonya                                                        | Ballested                                    | Jens Okking              | 1990        |
| 1979 | Az újságíró                                                              | N/A                                          | N/A                      | 1984        |
| 1979 | Én a vízilovakkal vagyok                                                 | Ormond bokszoló embere                       | Mike Schutte             | 1987        |
| 1979 | Jézus élete                                                              | Simon, a farizeus                            | Miki Mfir                | 1986        |
| 1979 | Ketten (1. magyar szinkron)                                              | Tonton Musique                               | Jacques Villeret         | 1988        |
| 1979 | Maradhatok májusig?                                                      | Denny                                        | James Stacy              | 1981        |
| 1979 | Meghökkentő mesék – II/1. rész: Szuperpempő (1. magyar szinkron)         | Albert Taylor                                | Timothy West             | 1984        |
| 1979 | Nincs visszaút                                                           | N/A                                          | N/A                      | 1985        |
| 1979 | Panelsztori                                                              | Autószerelő                                  | Václav Helsus            | 1983        |
| 1979 | Sándor Mátyás 1-6.                                                       | Matifou                                      | Patrick Massieu          | 1979        |
| 1979 | Willa                                                                    | Virgil                                       | John Amos                | 1983        |
| 1980 | A nők városa                                                             | Dr. Xavier Katzone „Sante Grantos”           | Ettore Manni             | 1992        |
| 1980 | Alcatraz                                                                 | N/A                                          | N/A                      | 1983        |
| 1980 | Attica                                                                   | Russell Oswald megbízott                     | Charles Durning          | 1983        |
| 1980 | Két hosszú kürtjelzés a ködben                                           | Dagojev, geológus                            | Dagun Omajev             | 1983        |
| 1980 | Minden jó, ha a vége jó                                                  | Bolond                                       | Kevin Stoney             | 1983        |
| 1980 | Nagy kis háború                                                          | Kotovszkij                                   | Jevgenyij Lazarev        | 1987        |
| 1980 | Tanulóidő                                                                | N/A                                          | N/A                      | 1985        |
| 1981 | Balfácán                                                                 | Rab                                          | Sergio Calderón          | 1983        |
| 1981 | Bárányszámláló                                                           | Rumcájsz                                     | Peter Debnár             | 1984        |
| 1981 | Kéjnő Kaliforniába készül                                                | N/A                                          | N/A                      | 1984        |
| 1982 | A fehér törzsfőnök                                                       | N/A                                          | N/A                      | 1984        |
| 1982 | A rendőrség száma 110 – XII/4. rész: Baleset                             | Wirt Falstaff                                | Roman Silberstein        | 1985        |
| 1982 | Becsületbeli ügy                                                         | Carlo Danzie                                 | Paul Sorvino             | 1985        |
| 1982 | Finom kis korlátolt felelősségű társaság                                 | N/A                                          | N/A                      | 1985        |
| 1982 | Gandhi                                                                   | Kommentátor a temetésen                      | Shane Rimmer             | 1984        |
| 1982 | Sok pénznél jobb a több                                                  | Henri                                        | Jean-Pierre Castaldi     | 1984        |
| 1982 | Tanszék                                                                  | N/A                                          | N/A                      | 1984        |
| 1982 | Tetthely – 143. rész: Gyermekvásár                                       | Kanschen                                     | Chiem van Houweninge     | 1984        |
| 1982 | Viktor, Viktória                                                         | „Squash” Bernstein                           | Alex Karras              | 1994        |
| 1983 | A rendőrség száma 110 – XIII/4. rész: Öncsalás                           | Hauptmann Strahl                             | Wolfgang Dehler          | 1985        |
| 1983 | A sátán Isten oldalán áll                                                | Carow                                        | Wolfgang Kieling         | 1994        |
| 1983 | Asztal öt személyre                                                      | Mitchell                                     | Richard Crenna           | 1986        |
| 1983 | Bolha a fülbe                                                            | Ferallion                                    | Peter Debnár             | 1987        |
| 1983 | Comenius élete                                                           | N/A                                          | N/A                      | 1987        |
| 1983 | Fehér toll                                                               | N/A                                          | N/A                      | 1985        |
| 1983 | Fele-barát-nőm                                                           | N/A                                          | N/A                      | 1984        |
| 1983 | Gonosz lélek közeleg                                                     | Mr. Crosetti                                 | Richard Davalos          | 1994        |
| 1983 | Homokfal                                                                 | N/A                                          | N/A                      | 1993        |
| 1983 | Nap, széna, eper (1. magyar szinkron)                                    | Dagadt Josef                                 | Jirí Ruzicka             | 1985        |
| 1983 | Nő a volánnál                                                            | Tex Roque                                    | Hoyt Axton               | 1985        |
| 1983 | Nyomás utána! (1. magyar szinkron)                                       | Doug O’Riordan (Mason)                       | Bud Spencer              | 1991        |
| 1983 | Szahara (1. magyar szinkron)                                             | Rasoul                                       | John Rhys-Davies         | 1989        |
| 1984 | A kis vonatrablás                                                        | N/A                                          | N/A                      | 1987        |
| 1984 | Ágyúgolyó futam 2.                                                       | Victor Prinzim / Káosz kapitány              | Dom DeLuise              | 1992        |
| 1984 | Az első lovashadsereg                                                    | Maszlak                                      | Viktor Filippov          | 1986        |
| 1984 | Az ezerkettedik éjszaka                                                  | Sahiar szultán                               | Ljubomir Draškić         | 1984        |
| 1984 | Gyulladáspont                                                            | Bobby Logan                                  | Kris Kristofferson       | 1992        |
| 1984 | Káosz                                                                    | N/A                                          | N/A                      | 1992        |
| 1984 | Őstehetség                                                               | Pop Fisher                                   | Wilford Brimley          | 1993        |
| 1984 | Rigócsőr királyfi                                                        | Matús király                                 | Gerhard Olschewski       | 1987        |
| 1984 | Veszélyes szerető                                                        | N/A                                          | N/A                      | 1987        |
| 1984 | Zsaroló zsaruk                                                           | Camoun                                       | Bernard Bijaoui          | 1986        |
| 1985 | A nagy kölyök                                                            | Stevio                                       | Jean Benguigui           | 1991        |
| 1985 | A papa szolgálati útra ment                                              | Franjo bácsi, házmester                      | Predrag Lakovic          | 1989        |
| 1985 | A pókasszony csókja                                                      | Börtönőr                                     | N/A                      | 1987        |
| 1985 | Az ezüstálarcos                                                          | N/A                                          | N/A                      | 1986        |
| 1985 | Silverado (1. magyar szinkron)                                           | Malachi „Mal” Johnson                        | Danny Glover             | 1987        |
| 1985 | Szerelem és cselszövés                                                   | Mr. Newton                                   | Chris Wiggins            | 1994        |
| 1986 | A rózsa neve (1. magyar szinkron)                                        | Varaginei Remigius                           | Helmut Qualtinger        | 1991        |
| 1986 | Meglógtam a Ferrarival                                                   | Gazdaságtanár                                | Ben Stein                | 1991        |
| 1986 | Őrült küldetés 4.                                                        | N/A                                          | N/A                      | 1991        |
| 1986 | Twist Moszkvában                                                         | N/A                                          | N/A                      | 1991        |
| 1987 | A gyanúsított (1. magyar szinkron)                                       | Morty Rosenthal                              | Fred Melamed             | 1990        |
| 1987 | A másik ember                                                            | N/A                                          | N/A                      | 1987        |
| 1987 | A rádió aranykora                                                        | Baumel rabbi                                 | Kenneth Mars             | 1988        |
| 1987 | Fedőneve: Táncos                                                         | Rudy Villegas                                | Jorge Martínez de Hoyos  | 1993        |
| 1987 | Gyomok között                                                            | Jack                                         | Joe Grifasi              | 1995        |
| 1987 | Napló szerelmeimnek                                                      | Professzor                                   | Jerzy Bińczycki          | 1987        |
| 1988 | A Fekete Vipera karácsonyi éneke (1. magyar szinkron)                    | Karácsony szelleme                           | Robbie Coltrane          | 1991        |
| 1988 | Kutyaszív (1. magyar szinkron)                                           | Filip Filipovics Preobrazsenszkij professzor | Jevgenyij Jevsztyignyeev | 1991        |
| 1988 | Münchhausen báró kalandjai (1. magyar szinkron)                          | Albrecht / Bill                              | Winston Dennis           | 1991        |
| 1988 | Szombat 14. – Itt a világvége                                            | Frank Baxter                                 | Avery Schreiber          | 1990        |
| 1989 | A Nap                                                                    | N/A                                          | N/A                      | 1992        |
| 1989 | A rózsa közössége                                                        | N/A                                          | N/A                      | 1992        |
| 1989 | Állati viselkedés                                                        | Dr. Parrish                                  | Richard Libertini        | 1992        |
| 1989 | Árnyzóna                                                                 | Tommy Shivers                                | Frederick Flynn          | 1992        |
| 1989 | Millennium                                                               | Roger Keane                                  | Maury Chaykin            | 1994        |
| 1989 | Miss Marple történetei 10.: Rejtély az Antillákon                        | Greg Dyson                                   | Robert Swan              | 1990        |
| 1989 | Modi                                                                     | N/A                                          | N/A                      | 1995        |
| 1989 | Moravagine                                                               | N/A                                          | Gérard Caillaud          | 1991        |
| 1989 | Tutajosok                                                                | Smikovics                                    | Erőss Tamás              | 1989        |
| 1989 | Úgy szeretlek, majd megeszlek                                            | Dave                                         | Roger Allam              | 1992        |
| 1990 | A skorpió tánca                                                          | Max                                          | Eric Averlant            | 1992        |
| 1990 | Arachnophobia – Pókiszony                                                | Delbert McClintock                           | John Goodman             | 1990        |
| 1990 | Ásó, kapa, nagykaland (1. magyar szinkron)                               | Sack                                         | Max Alexander            | 1992        |
| 1990 | Az agglegény                                                             | Bohling                                      | Mario Adorf              | 1992        |
| 1990 | Dick Tracy                                                               | Tepsiszáj                                    | Paul Sorvino             | 1990        |
| 1990 | Donor (1. magyar szinkron)                                               | Dr. Martingale                               | Pernell Roberts          | 1992        |
| 1990 | Die Hard 2. – Még drágább az életed                                      | Leslie Barnes                                | Art Evans                | 1990        |
| 1990 | Drogháború Las Vegasban 2.                                               | Joshua Dumars                                | Vincent Guastaferro      | 1992        |
| 1990 | Hol az igazság?                                                          | Mike Brennan                                 | Nick Nolte               | 1994        |
| 1990 | Lököttek                                                                 | Robles                                       | Paul Bates               | 1990        |
| 1990 | Nicsak, ki beszél még!                                                   | Eddie (hang)                                 | Damon Wayans             | 1991        |
| 1990 | Ők is a fejükre estek                                                    | Van Keerden őrnagy                           | Nico Louw                | 1991        |
| 1990 | Omega zsaru                                                              | Norm                                         | D. W. Landingham         | 1992        |
| 1990 | Philadelphiai zsaru (1. magyar szinkron)                                 | Bruce Tucker                                 | Ron Taylor               | 1990        |
| 1990 | Reszkessetek, betörők!                                                   | Polak Romanski                               | John Candy               | 1991        |
| 1990 | Űrkalózok (1. magyar szinkron)                                           | Scooter Bailey                               | Jochen Nickel            | 1990        |
| 1990 | Utánunk a vízözön                                                        | Szállodás                                    | N/A                      | 1992        |
| 1991 | Csak egy lövés                                                           | Bradley, fizikoterapeuta                     | Bill Nunn                | 1992        |
| 1991 | Eszelős szívatás                                                         | Dennis / Eldona                              | John Candy               | 1991        |
| 1991 | Ínyencfalat (1. magyar szinkron)                                         | Jack Gable                                   | John Candy               | 1992        |
| 1991 | Robin Hood, a tolvajok fejedelme (1. magyar szinkron)                    | Tuck barát                                   | Michael McShane          | 1991        |
| 1991 | Sült, zöld paradicsom                                                    | Ed Couch                                     | Gailard Sartain          | 1992        |
| 1991 | Terminátor 2. – Az ítélet napja                                          | Szivarozó motoros                            | Robert Winley            | 1991        |
| 1991 | Tigristánc (1. magyar szinkron)                                          | Carl Sanders, Jeff apja                      | Beau Starr               | 1992        |
| 1992 | Elemi ösztön                                                             | Gus Moran                                    | George Dzundza           | 1992        |
| 1992 | Kampókéz                                                                 | Frank Valento nyomozó                        | Gilbert Lewis            | 1993        |
| 1992 | Maximális erő                                                            | Max Tanabe                                   | Richard Lynch            | 1992        |
| 1992 | Ruby Cairo                                                               | Ed                                           | Jack Thompson            | 1994        |
| 1992 | Szoba kiadó                                                              | Horace Gilbert                               | Ian McNeice              | 1995        |
| 1992 | Tízmillió dollár a tét                                                   | Jimmy Burke                                  | John Mahoney             | 1992        |
| 1992 | Volt egyszer egy gyilkosság (1. magyar szinkron)                         | Augie Morosco                                | John Candy               | 1993        |
| 1993 | Cliffhanger – Függő játszma                                              | Walter Wright                                | Paul Winfield            | 1993        |
| 1993 | Cyborg zsaru                                                             | Kessel                                       | John Rhys-Davies         | 1995        |
| 1993 | Egy lövés a fejbe, öt a testbe (1. magyar szinkron)                      | Dermot O’Neill                               | James Duggan             | 1994        |
| 1993 | Kőzápor                                                                  | Tommy                                        | Ricky Tomlinson          | 1994        |
| 1993 | Lökött örökösök                                                          | Komornyik                                    | Stratford Johns          | 1994        |
| 1993 | Most jövök a falvédőről                                                  | Harry Brock                                  | John Goodman             | 1994        |
| 1994 | A nagy ugrás (1. magyar szinkron)                                        | Waring Hudsucker                             | Charles Durning          | 1995        |
| 1994 | Afrika csúcsai                                                           | Nyaga                                        | Mabutho „Kid” Sithole    | 1995        |
| 1994 | Rapa Nui – A világ közepe                                                | N/A                                          | N/A                      | 1994        |
| 1995 | Pathé – A mozi születése                                                 | Gaujac                                       | Ronny Coutteure          | 1995        |

### Sorozatok
| Év        | Cím                                     | Szereplő                          | Színész           | Szinkron év |
| --------- | --------------------------------------- | --------------------------------- | ----------------- | ----------- |
| 1973      | Kojak I. (2. magyar szinkron is)        | Stavros nyomozó                   | George Savalas    | 1992-1993   |
| 1974-1976 | Kojak II-IV.                            | Stavros nyomozó                   | George Savalas    | 1993-1994   |
| 1976      | Gyökerek                                | Idős Kunta Kinte / Toby           | John Amos         | 1979        |
| 1977      | A názáreti Jézus 1-4.                   | Nagy Heródes                      | Peter Ustinov     | 1990        |
| 1977      | César Birotteau nagysága és bukása 1-6. | Félix Gaudissart                  | Gérard Caillaud   | 1981        |
| 1977      | Menekülés az arany földjéről 1-7.       | MacDonald                         | Josef Vinklář     | 1980        |
| 1979      | Az Aphrodité-örökség 1-8.               | Basileos                          | Brian Blessed     | 1985        |
| 1979      | Latin-Amerikában írták                  | N/A                               | N/A               | 1982        |
| 1980      | Ma egy házban                           | Venhoda úr                        | Luděk Munzar      | 1985        |
| 1981      | Derrick VIII. (1. magyar szinkron)      | Rudolf Tibold                     | Max Griesser      | 1982        |
| 1982      | Jenny I.                                | Hjerrild                          | Jens Okking       | 1986        |
| 1982      | Marco Polo                              | Giovanni                          | Mario Adorf       | 1984        |
| 1982-1983 | Knight Rider I-II.                      | Ferris                            | Jordan Clarke     | 1992        |
| 1982-1983 | Knight Rider I-II.                      | Griffin                           | Keene Curtis      | 1992        |
| 1983      | Ausztrál expressz I.                    | Reg Bostock                       | David Ravenswood  | 1990        |
| 1983      | Magnum IV.                              | David Worth / Chee / Kínai doktor | Patrick Macnee    | 1994        |
| 1984      | Sherlock Holmes kalandjai               | Dr. John Watson                   | David Burke       | 1986        |
| 1984      | T.I.R.                                  | Franco                            | Renato D’Amore    | 1987        |
| 1986      | Linda II.                               | A „Gothic” együttes másik roadja  | Szűcs Attila      | 1986        |
| 1987      | Cook kapitány                           | N/A                               | N/A               | 1993        |
| 1992      | Az éden másik arca                      | Purvis                            | Hywel Bennett     | 1992        |
| 1992      | Lucky Luke                              | Harp                              | Rockne Tarkington | 1994        |
| 1994      | Stephen King: Végítélet 2-4.            | Ralph Brentner                    | Peter Van Norden  | 1995        |

### Asterix-sorozat
| Év   | Cím                                            | Szereplő      | Szinkronhang       | Szinkron év |
| ---- | ---------------------------------------------- | ------------- | ------------------ | ----------- |
| 1967 | Asterix, a gall                                | Abraracourcix | Pierre Tornade     | 1987        |
| 1968 | Asterix és Kleopátra (1. magyar szinkron)      | Abraracourcix | Pierre Tornade     | 1987        |
| 1976 | Asterix tizenkét próbája                       | Abraracourcix | Pierre Tornade     | 1988        |
| 1985 | Asterix és Cézár ajándéka (1. magyar szinkron) | Abraracourcix | Jean-Pierre Darras | 1988        |
| 1986 | Asterix Britanniában (1. magyar szinkron)      | Abraracourcix | Henri Poirier      | 1988        |
| 1989 | Asterix és a nagy ütközet (1. magyar szinkron) | Abraracourcix | Henri Poirier      | 1991        |

### Rajzfilmek
| Év   | Cím                                                                                | Szereplő             | Szinkronhang     | Szinkron év |
| ---- | ---------------------------------------------------------------------------------- | -------------------- | ---------------- | ----------- |
| 1934 | A Dér manó (1. magyar szinkron)                                                    | Dér manó             | N/A              | 1994        |
| 1945 | Donald kacsa – Donald bűnt követ el (1. magyar szinkron)                           | Donald lelkiismerete | N/A              | 1992        |
| 1951 | Alice Csodaországban                                                               | Rozmár               | J. Pat O’Malley  | 1992        |
| 1958 | Foxi Maxi show – I/12. rész: Maci Laci – A szívós pimasz pisztráng (ZOOM-szinkron) | Maci Laci            | Daws Butler      | 1992        |
| 1964 | Hahó! Megjött Maci Laci!                                                           | Maci Laci            | Daws Butler      | 1982        |
| 1964 | Peti Potamus – I/9. rész: A víziló és a szellemek                                  | Peti Potamus         | Daws Butler      | 1992        |
| 1979 | Münchhausen báró csodálatos kalandjai (1. magyar szinkron)                         | Herkules             | Jacques Marin    | 1981        |
| 1982 | Maci Laci ajándéka (első-két magyar szinkron)                                      | Őrmester             | Hal Smith        | 1990        |
| 1982 | Maci Laci ajándéka (első-két magyar szinkron)                                      | Maci Laci            | Daws Butler      | 1993        |
| 1983 | A szeleniták titka, avagy utazás a Holdra (1. magyar szinkron)                     | Herkules             | Jacques Marin    | 1983        |
| 1986 | A három testőr (1. magyar szinkron)                                                | Porthos              | N/A              | 1990        |
| 1986 | Egérmese                                                                           | Mousekewitz papa     | Nehemiah Persoff | 1991        |
| 1986 | Hajós Bill, a botcsinálta kalóz                                                    | Rendőrközeg          | N/A              | 1993        |
| 1986 | Hupikék törpikék – VI/10. rész: Törpdadusok / Törpiri olvas                        | Melák                | Lennie Weinrib   | 1989        |
| 1987 | Maci Laci mágikus repülése                                                         | Maci Laci            | Daws Butler      | 1993        |
| 1987 | Maci Laci nagy szökése (1. magyar szinkron)                                        | Maci Laci            | Daws Butler      | 1992        |
| 1987 | Don Quijote                                                                        | Manuelo atya         | N/A              | 1989        |
| 1988 | A jó, a rossz és Foxi Maxi (1. magyar szinkron)                                    | Dinky Dalton         | Allan Melvin     | 1992        |
| 1988 | A jó, a rossz és Foxi Maxi (1. magyar szinkron)                                    | Maci Laci            | Daws Butler      | 1992        |
| 1991 | Egérmese 2. – Egérkék a Vadnyugaton                                                | Mousekewitz papa     | Nehemiah Persoff | 1992        |
| 1992 | Freddie és Nessie kalandjai (1. magyar szinkron)                                   | El Supremo           | Brian Blessed    | 1993        |
| 1995 | Pocahontas                                                                         | Lon                  | Joe Baker        | 1995        |

### Rajzfilmsorozatok
| Év        | Cím                                                     | Szereplő                                     | Szinkronhang   | Szinkron év |
| --------- | ------------------------------------------------------- | -------------------------------------------- | -------------- | ----------- |
| 1933-1936 | Klasszikus amerikai rajzfilmek                          | További szereplők                            | N/A            | 1994        |
| 1933-1936 | Klasszikus amerikai rajzfilmek                          | cím felolvasása                              | –              | 1994        |
| 1960      | Frédi és Béni I/1-4. (ZOOM-szinkron)                    | Csodacsőr Hannigan                           | Jerry Mann     | 1992        |
| 1962      | A Jetson család I. (1. magyar szinkron)                 | N/A                                          | N/A            | 1990        |
| 1963      | Magilla Gorilla show 13-31. (1. magyar szinkron)        | N/A                                          | N/A            | 1981        |
| 1975      | Maja, a méhecske I.                                     | Alois                                        | N/A            | 1991        |
| 1976      | Jamie és a csodalámpa I. (1. magyar szinkron)           | Megvagy Hadnagy                              | Brian Trueman  | 1979        |
| 1977      | Frász, Hörgő és Görgő                                   | Görgő (3 részben)                            | Joe E. Ross    | 1992        |
| 1978-1979 | Jamie és a csodalámpa II-III.                           | Megvagy Hadnagy                              | Brian Trueman  | 1985-1990   |
| 1981-1983 | Hupikék törpikék I-III.                                 | Melák                                        | Lennie Weinrib | 1988-1991   |
| 1983      | 80 nap alatt a Föld körül Willy Foggal                  | Bombay-i rendőrfőnökA Carnatic kapitánya     | N/A            | 1986        |
| 1985      | Az elsüllyedt világok I.                                | Thot                                         | N/A            | 1988        |
| 1985      | Lukas, a rongytigris                                    | Narrátor                                     | Ahti Jokinen   | 1990        |
| 1985-1986 | Maci Laci kincset keres I-II/1-13.                      | Maci Laci                                    | Daws Butler    | 1991        |
| 1987-1989 | Kacsamesék I-II.                                        | További szereplők                            | N/A            | 1990-1992   |
| 1988-1989 | Bobobók                                                 | Willbur                                      | Trudy Libosan  | 1994        |
| 1989-1990 | Chip és Dale – A Csipet Csapat II. (1. magyar szinkron) | Bugyborg / BubiNémó                          | Jim Cummings   | 1991        |
| 1989-1990 | Chip és Dale – A Csipet Csapat II. (1. magyar szinkron) | El Bömbölöm / El Emenopio                    | Pete Schrum    | 1991        |
| 1989-1990 | Chip és Dale – A Csipet Csapat II. (1. magyar szinkron) | Muszkli                                      | Danny Gans     | 1991        |
| 1989-1990 | Chip és Dale – A Csipet Csapat II. (1. magyar szinkron) | Arnold Mousenegger                           | Brian Cummings | 1991        |
| 1989-1990 | Nellie, az elefánt                                      | Narrátor                                     | Tony Robinson  | 1992        |
| 1989-1991 | A gumimacik V-VI.                                       | Gritty (+ Kisfalussy Bálint)                 | Peter Cullen   | 1992-1993   |
| 1990      | Balu kapitány kalandjai (1. magyar szinkron)            | Fajankó orrszarvú                            | Chuck McCann   | 1992        |
| 1990      | Balu kapitány kalandjai (1. magyar szinkron)            | Filmrendező                                  | N/A            | 1992        |
| 1990      | Örökzöld mesék 1-6.                                     | Krokodil #2                                  | Charles Adler  | 1992        |
| 1992-1994 | Kutyavilág                                              | Bulldog Vile (+ Kristóf Tibor, Dengyel Iván) | John Stocker   | 1993-1995   |
| 1994      | Tizenkét állat                                          | Ökör                                         | N/A            | 1995        |

## Rádió
- Shakespeare: A windsori víg nők (Sir John Falstaff)
- Indro Montanelli: Della Rovere tábornok (1972)
- Déry Tibor: Képzelt riport egy amerikai popfesztiválról (1979)
- Ion Druce: A Föld és a Nap nevében (1979)
- Louis MacNeice: Találkája volt (1979)
- Szakonyi Károly: Három dobás hat forint (1979)
- Max Lündgren: Az aranynadrágos fiú (1979)
- Schwajda György: Hajnali négykor (1979)
- Zygmunt Kraszinski: Istentelen színjáték (1979)
- Galgóczi Erzsébet: Közel a kés (1980)
- Lengyel Péter: Cseréptörés (1980)
- Vries, Theun de: Spinoza (1980)
- Janicki, Jerzy: Halálos ítélet (1981)
- Saint-Exupery: A kis herceg (1981)
- Schwajda György: A Szent család (1982)
- ÚTON - Hatvan év hétköznapjai a művészet és az újságírás tükrében (1982)
- Arthur Schnitzler: Anatol (1983)
- Vercors: Mesék borogatás közben (1983)
- Hegedűs Tibor: Találkozás a Hitchcock-klubban (1984)
- Csetényi Anikó: A sárkány hét feje (1985)
- Csukás István: Gyalogcsillag (1985)
- Csurka István: Őszi délelőtt a tanyán (1985)
- Gyárfás Miklós: Becsületének oka ismeretlen (1985)
- Hardy, Thomas: A weydoni asszonyvásár (1985)
- Móricz Zsigmond: Murányi kaland (1985)
- Baranyai László: Szerbusz (1986)
- Karinthy Ferenc: Marharépa (1986)
- Mészöly Miklós: A bunker (1986)
- Vampilov, Alekszandr: Húsz perc az angyallal (1986)
- Alexander Blok: Az ismeretlen nő (1987)
- Franz Fühmann: A kékfényű lámpás (1987)
- Jákovosz Kambanélisz: Sok hűhó Rodoszért (1987)
- Rákosi Gergely: Az óriástök (1987)
- Thinsz Géza: A kétlaki (1987)
- William Butler Yeats: A színészkirálynő (1987)
- Balázs Attila: Nabucco a levegőben (1988)
- Gábor Éva: Mackókuckó (1988)
- Krúdy Gyula: A kártya (1988)
- Mándy Iván: Áramszünet (1988)
- Márton László: Az istennő fia (1988)
- Móricz Zsigmond: A vadkan (1988)
- Raudsepp, Hugo: A naplopó (1988)
- Száraz György: A megközelíthetetlen (1988)
- Vámos Miklós: Publikum (1988)
- Ghelderode, de Michael: A Nagy Kaszás balladája (1989)
- Lovass Gábor: Szia, Tesó! (1989)
- Robert Sheckley: Szuper Bolygótakarító Szolgálat (1989)
- Smocek, Ladislav: Labirintus (1990)
- Weöres Sándor: Szent György és a sárkány (1990)
- Zalán Tibor: Jelenetek egy szalmatanár életéből (1990)
- Fromaget: A Próféta rokona (1991)
- Joszif Brodszkij: Demokrácia (1991)
- Marsall László: Kluzsinszky és Bohus bolyongása a lépcsőházban (1991)
- Zalán Tibor: Front (1991)
- Márton László: A tagok szerinti szépség (1992)
- Mészöly Miklós: Ablakmosó (1992)
- Örkény István: Elmondhatatlan történet (1992)
- Gulácsy Lajos: Ibelon! A hó keserű! (1993)
- Jerofejev, Venegyikt: Moszkva - Petuski (1993)
- Kafka, Franz: Az átváltozás (1993)
- Esterházy Péter: Amál (1994)
- Kosztolányi Dezső: A szörny (1994)
- Szini Gyula: A csodák... (1994)
- Németh László: Az írás ördöge (1995)
- Tandori Dezső: Vér és virághab (1995)

## Díjai
- Jászai Mari-díj (1975)
- Érdemes művész (1988)

## Emlékezete
- 2015-ben teret neveztek el róla Budapesten.[27]